# The Island of Dr. Moreau (1977)
The Island of Dr. Moreau is een Amerikaanse sciencefiction/horrorfilm uit 1977 onder regie van Don Taylor. Het was de tweede verfilming van het gelijknamige boek van H. G. Wells.
De productie werd genomineerd voor Saturn Awards voor beste sciencefictionfilm, beste regisseur, beste acteur (Burt Lancaster), beste kostuums en beste grime.

## Verhaal
Andrew Braddock (Michael York) lijdt schipbreuk wanneer het schip Lady Vain vergaat. Na dagen zwerven op zee, spoelen hij en een andere overlevende in een roeiboot aan op een onbekend eiland. Dit blijkt toe te behoren aan de wetenschapper Dr. Paul Moreau (Burt Lancaster), die op een eigen afzetting in de jungle woont.
Moreau verwelkomt Braddock als gast, maar heeft eigenlijk andere plannen met hem. Braddock ontdekt dat er vreemde dingen aan de hand zijn met de andere inwoners van het eiland. Hoewel zij in de verte menselijk lijken, blijken ze dit in realiteit niet. Het zijn dieren die door genetische exoperimenten van Moreau een meer humanoïde vorm en gedrag hebben gekregen. De dokter heeft een gen gevonden wat de menselijkheid van een wezen bepaalt en dit bij hen geïnjecteerd. Vervolgens heeft hij ze wetten voorgeschreven die bepalen dat ze niet op vier poten mogen lopen, niet mogen jagen en niet mogen moorden, om zo een beschaving te vormen die volgens Moreau boven het dierlijke staat. Deze wetten worden door het ene humanoïde dier meer onderschreven dan door het andere, maar ze houden elkaar bij de les. Ieder die zich niet aan de wetten houdt, wordt bestraft in het (nooit vertoonde) House of Pain.
Braddock wil eigenlijk niets van doen hebben met de experimenten van de dokter. De eerstvolgende boot die hem van het eiland af kan brengen, komt niettemin pas over twee jaar, volgens Moreau. Daarom probeert Braddock maar zo goed mogelijk naar zijn eigen normen en waarden te leven binnen de afzetting van Moreau en diens aangestelde landbeheerder Montgomery (Nigel Davenport). Hij raakt daarnaast erg onder de indruk van de ook binnen de afzetting levende Maria (Bárbara Carrera), die zijn amoureuze gevoelens beantwoordt.
Dan wordt Braddock Moreaus volgende experiment. Vastgebonden op een tafel injecteert de dokter hem met een middel waarmee hij het omgekeerde proces beoogt van dat wat hij tot dusver onderzoekt. Hierdoor wordt Braddock langzaam maar zeker meer dier en minder mens.

## Rolverdeling

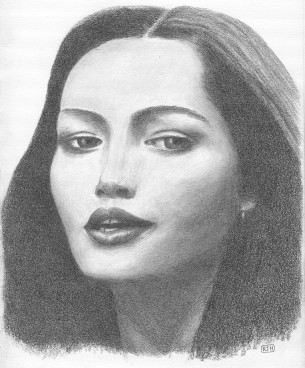
Portret van Bárbara Carrera, gebaseerd op haar rol in Dr. Moreau

| Acteur           | Personage        |
| ---------------- | ---------------- |
| Burt Lancaster   | Dr. Paul Moreau  |
| Michael York     | Andrew Braddock  |
| Nigel Davenport  | Dr. Montgomery   |
| Bárbara Carrera  | Maria            |
| Richard Basehart | Sayer of the Law |
| Nick Cravat      | M'Ling           |
| Fumio Demura     | Hyenaman         |

## Achtergrond
Van de drie acteurs die de rol van Dr. Moreau vertolkten in de drie verfilmingen van Wells’ boek, voldoet Lancaster als enige aan de beschrijving die Wells in zijn boek geeft van Dr. Moreau.

## Prijzen en nominaties
1978
- Vijf Saturn Awards:
  - Beste acteur – sciencefiction (Burt Lancaster)
  - Beste kostuums
  - Beste regisseur (Don Taylor)
  - Beste make-up
  - Beste sciencefictionfilm

2008
- De TV Land Award voor “Island You Most Want to Get "LOST" On”